# مخترع ۲۰۰۱
مخترع ۲۰۰۱ فیلمی به کارگردانی امیر توسل و نویسندگی امیر توسل، رحمان رضایی، عباس احمدی مطلق ساختهٔ سال ۱۳۷۰ است.

## خلاصه داستان
هادی مخترع نوجوانی است که به علت عدم درک توانایی‌هایش، توسط یکی از معلمان از مدرسه اخراج می‌شود…

## بازیگران
- امرالله صابری
- سیامک اطلسی
- دانیال حکیمی
- رحمان باقریان
- نادر رجب‌پور
- محمود بهرامی
- عباس محبوب
- آتش تقی‌پور
- یوسف دریادل
- مقدم
- جابر ثوابی
- جابر پیامی
- رضا علی همتی
- سیاوش مقدم
- اسماعیل دلداری
- جواد میربابایی
- علی اکبر پویا
- وحید باقری
- محسن صلح جو
- محمدرضا گلوانی
- امین شوکتی
- محسن حامدی
- سهیلا سیدآقازاده
- محمد زینالی
- حمید سیادت فر
- حسین صلح جو
- مهدی محمدحسین‌زاده
- رضا کدیور
- سعید طالبی نیا
- حسن بدری زاده
- علی آقاسی
- علی اصغر محسن‌زاده
- حسین لیسی